# Vicenç Iturat Gil

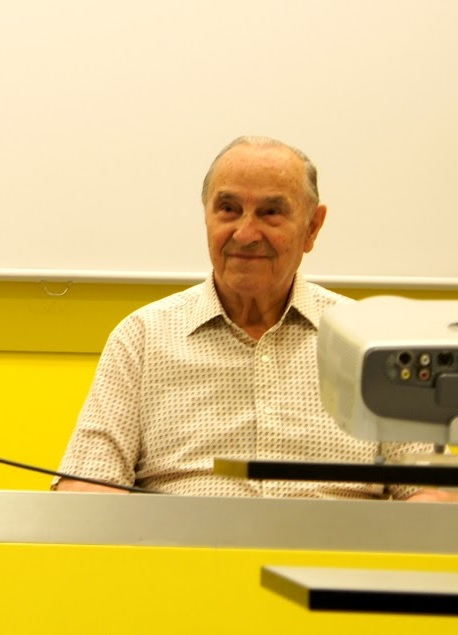
Vicenç Iturat, el 2012, a la Biblioteca Armand Cardona Torrandell de Vilanova i la Geltrú

Vicenç Iturat Gil (Alcalà de Xivert, 22 d'agost de 1928 - Vilanova i la Geltrú, 18 d'agost de 2017) va ser un ciclista valencià, que fou professional entre 1952 i 1962. De ben petit es va traslladar a Vilanova i la Geltrú amb la família, iniciant-se en el món del ciclisme als 17 anys.
Els seus èxits esportius més destacats els aconseguí a la Volta a Espanya, en què guanyà quatre etapes. La Volta a Catalunya també té un gran protagonisme dins el seu palmarès, essent un dels corredors amb més participacions, amb un total de 13, i aconseguint tres victòries d'etapa (1955, 1956 i 1958) i un segon lloc en la general en l'edició de 1956, per darrere d'Anicet Utset i davant de Francesc Massip i Llop.
L'any 1953 fou proclamat el millor esportista de Vilanova. El 1962 es retirà del ciclisme professional i passà a regentar una botiga-taller de bicicletes a la cantonada del carrer Unió amb el del Palmarar Baix de Vilanova i la Geltrú. El 1996 els seus fills es feren càrrec del negoci familiar i el canviaren d'ubicació.

## Palmarès
- 1953
  - 1r a la Bicicleta Eibarresa
  - Vencedor de 2 etapes de la Volta a Astúries
- 1955
  - 1r al Gran Premi Pascuas
  - Vencedor d'una etapa de la Volta a Espanya
  - Vencedor d'una etapa de la Volta a Catalunya
- 1956
  - 1r al Critèrium de Tarragona
  - Vencedor d'una etapa de la Volta a Catalunya
  - Vencedor d'una etapa de la Volta a Llevant
  - Vencedor d'una etapa del Tour de l'Arieja
- 1957
  - 1r al Trofeu Masferrer
  - 1r de la classificació per punts de la Volta a Espanya 
  - 1r a la Barcelona-Vilada
  - 1r a Pamplona
  - 1r al Trofeo del Sprint
- 1958
  - 1r a Binèfar
  - 1r a Saragossa
  - Vencedor d'una etapa de la Volta a Catalunya i 1r de la classificació de les metes volants
- 1959
  - Vencedor d'una etapa de la Volta a Espanya
  - Vencedor de 2 etapes de la Volta a Andalusia
- 1960
  - 1r a Montblanc
  - Vencedor d'una etapa de la Volta a Espanya
- 1961
  - 1r al Gran Premi Pascuas
  - Vencedor d'una etapa de la Volta a Espanya
- 1962
  - Vencedor d'una etapa de la Bicicleta Eibarresa

### Resultats de la Volta a Espanya
- 1955. 5è de la classificació general. Vencedor d'una etapa
- 1956. 23è de la classificació general
- 1957. 12è de la classificació general. 1r de la classificació per punts
- 1958. 17è de la classificació general
- 1959. 38è de la classificació general. Vencedor d'una etapa
- 1960. Abandona. Vencedor d'una etapa
- 1961. 6è de la classificació general. Vencedor d'una etapa
- 1962. 40è de la classificació general

### Resultats al Giro d'Itàlia
- 1955. 32è de la classificació general
- 1958. 53è de la classificació general

### Resultats al Tour de França
- 1953. Abandona (18a etapa)
- 1961. 69è de la classificació general